# Лебедєв Євген Олексійович
Євген Олексійович Лебедєв (рос. Евгений Алексеевич Лебедев; 15 січня 1917, Балаково, Самарська губернія, Російська імперія — 9 червня 1997, Санкт-Петербург, Росія) — радянський і російський актор театру і кіно, театральний викладач. Народний артист СРСР (1968). Герой Соціалістичної Праці (1987). Лауреат Ленінської (1986) і Державної премії СРСР (1950, 1968). Почесний громадянин Санкт-Петербурга (1996).

## Життєпис, походження, навчання
Народ. 15 січня 1917 р. у місті Балаково (нині Саратовська область, (Росія). Походив з родини місцевого священика. Батько та його матінка були заарештовані як представники духовенства та розстріляні 1936 р. радянською владою.
Син був вимушений надовго приховати власне походження, аби вижити в обставинах сталінських репресій. З 1927 року мешкав у діда в місті Самара. Шкільну освіту опановував в Самарі в радянській школі № 13 імені Чапаєва. Навчання продовжив в Фабрично-заводському училищі (ФЗУ) при заводі «Кінап». Брав участь у художній самодіяльності заводу. З 1932 року влаштувався в самарський Театр робочої молоді (ТРАМ).

## Театральна освіта і творчість
Перебрався в Москву, де удосконалював театральну освіту, працював в студії Театру Червоної армії. В період 1936—1937 рр. навчався в Центральному технікумі театрального мистецтва (тепер — ГИТИС), а з 1937 року — в училищі Камерного театру в Москві.
Закінчив Московське міське театральне училище (1940). За розподілом потрапив 1940 року в російський ТЮГ міста Тбілісі. В Тбілісі познайомився із Георгієм Товстоноговим (1915—1989) та його сестрою. З родиною Товстоногових буде пов'язане все життя. Сестра Товстоногова — Натела Олександоівна стане дружиною Євгена Лебедєва. Після розлучення Георгія Товстоногова з власною дружиною родина Євгена і Натели Лебедєвих стане виховувати і його двох синів.
1949 р. Лебедєв покинув Тбілісі і перебрався в Москву. На театральній біржі зустрів Георгія Товстоногова, котрий щойно отримав призначення на посаду головного режисера Театру Ленінського комсомолу в місті Ленінград. Родина знову возз'єдналась і Євген Лебедєв перебрався в Ленінград. Дебютна роль в новому театрі — Саня Григор'єв за романом Валентина Каверіна «Два капітани». Радянський актор не мав вибору і був вимушений грати в радянських чи пропагандистських п'єсах. Державним завданням було створення Георгієм Товстоноговим на сцені Театру Ленінського комсомолу вистави «Із іскри…» — про молоді роки Йосипа Сталіна. Головну роль молодого Сталіна створив Євген Лебедєв, хоча добре пам'ятав, хто саме винний в насильницькій смерті його батька та матері, розстріляних НКВС. Але вистава була визнана вдалою і ідеологічно вірною, а театральний режисер та актор в ролі Сталіна отримали Сталінську премію.

## ЕпохальнийЛенінградський ВДТ
З 1956 р. працював у ленінградському Великому Драматичному театрі, найкращому драматичному театрі в Ленінграді на той час. Перехід в театр Георгія Товстоногова значно покращив репертуарну політику і формування якісного акторського складу. Театр став в змозі реалізовувати будь-які драматичні вистави — від пропагандистських з комуністичною риторикою до нових прочитань російської та світової класики (Максим Горький, Антон Чехов, Пітер Шеффер тощо).

## Характерний акторЄвген Лебедєв
Велику акторську практику Євген Лебедєв пройшов ще в Тбіліському Театрі юного глядача, де грав надзвичайно різні ролі і де виробився в провідного актора колективу. Невисокий на зріст, з живою і багатою мімікою, він мав здатність швидко перетворюватися на чергового театрального персонажа. На це працював і дещо високий тембр голосу актора, що дозволяло грати і жіночі ролі. Серед комедійних і казкових ролей Євгена Лебедєва — роль кокетуючою Баби Яги, якою він уславився в театрі і на концертах, граючи її — без театрального гриму і ще в чоловічих костюмах.
Як актор широкого трагедійного діапазону, Євген Лебедєв уславився в п'єсах за творами М. Горького, ім'я якого носив театр. Легендарною стала роль Бессеменова у виконанні Євгена Лебедєва за п'єсою «Міщани» М. Горького. На достовірність ролі зіграло все — і російська фактура актора родом з Волги, і добре знання міщанського побуту з показовою побожністю, і типи людей, здатних перетворювати на пекло — родинне життя й роками мучити близьких їм людей. Засліплений покорою оточення, закостенілий в гордині і насиллі Бессеменов Лебедєва не здатний ні поступитися власною керівною роллю дітям, ні зробити щасливими — ні власну дружину, ні власних дітей. Актори грали трагедію розпаду колись міцної родини і перетворення її на купку людей з невдалими і скаліченими долями, де головував, завдавав настрій і керував божевіллям Бессеменов Лебедєва. Власну книгу про театр і ролі в ньому актор так і назвав — «Мій Бессеменов». Частка театральних ролей актора зафіксована на кіноплівках.
Головним театром в житті Євгена Лебедєва став Великий Драматичний театр, де він працював майже 50 років.
Роками викладав в Ленінградському театральному інституті, був доцентом з 1958 року.

## Евген Лебедєв як кіноактор
У кіно знімається з 1952 р. (фільми: «Піднята цілина» (1959—1961), «Поїзд милосердя» (1964, Супругов), «Іду на грозу» (1965), «У вогні броду немає» (1967), «Нотатки божевільного» (1968), «Злочин і кара» (1969) та ін.).
Грав в українських кінокартинах: «Заячий заповідник» (1972), «Ринг» (1973), «Фантазії Веснухіна» (1977, т/ф, клоун, Микола Божор), «Відпустка, яка не відбулася» (1976), «Театр невідомого актора» (1976, Богодух-Мирський), «Прелюдія долі» (1984, Олександр Коробейченко), «Чехарда» (1987, т/ф), «Крамниця „Рубінчик і…“» (1992, Ісаак Рубинчик).

## Смерть
Помер 9 червня 1997 р. в місті Санкт-Петербург. Похований на цвинтарі Літераторські мостки Волкова кладовища.

## Звання
- Заслужений артист РРФСР (1953)
- Народний артист РРФСР (1962)
- Народний артист СРСР (20.02.1968)

## Фільмографія
- 1952: «Римський-Корсаков» — Кощій Безсмертний в епізоді з опери (немає в титрах)
- 1955: «Незакінчена повість» — секретар райкому; реж. Ф. Ермлер
- 1956: «Два капітани» — Ромашов; реж. В. Венгеров
- 1956: «Таланти і шанувальники» — Григорій Антонич Бакин, губернський чиновник
- 1957: «Шторм» — комісар Лащилін / солдат Гудков
- 1959: «Достігаєв та інші» — телеспектакль ВДТ; Олексій Матвійович Губин, колишній міський голова
- 1960: «Піднята цілина» (1959—1961) — Агафон Дубцов (3-я сер.)
- 1961: «Василь Докучаєв» — Єгор, візник
- 1961: «Йду до вас!..»
- 1961: «Роздуми» — майстер цеху
- 1962: «Сірий вовк» — Пантелей
- 1964: «Поїзд милосердя» — Супругов
- 1965: «Іду на грозу» — Яків Іванович Агатов, член робочої групи Туліна
- 1965: «На одній планеті» — солдат Яків Спиридонов
- 1965: «Останній місяць осені» — батько
- 1966: «Петербург Достоєвського» (фільм-спектакль)
- 1966: «Міщани» (вистава ВДТ, Василь Бессеменов, авторитарний голова дому)
- 1967: «Кам'яний гість» (фільм-опера) — Лепорелло (співає Олександр Ведерников)
- 1967: «У вогні броду немає» — білогвардійський полковник; реж. Г. Панфілов
- 1967: «Подія, яку ніхто не помітив» — Яків Олексійович; реж. О. Володін
- 1967: «Пряма лінія» — Михайло Михайлович Несльозкін
- 1967: «Весілля в Малинівці» — Ничипір, малинівський староста
- 1967: «Суд» — Кузьма Єгоров
- 1968: «Нотатки божевільного» (фільм-спектакль) Поприщін
- 1968: «Півгодини на чудеса» — дядько Варфоломій, двірник
- 1969: «Смерть Вазір-Мухтара» (фільм-спектакль) — Іван Федорович Паскевич
- 1969: «Правду! Нічого, крім правди!» (Фільм-спектакль) Авраам Лінкольн
- 1969: «Адам і Хева» — Хамадар; реж. О. Корєнєв
- 1969: «Злочин і кара» — Семен Захарович Мармеладов; реж. Л. Куліджанов
- 1969: «Дивні люди» (новела «Фатальний постріл») — Бронька (Броніслав Іванович) Пупков; реж. В. Шукшин
- 1969: «Сюжет для невеликого оповідання» — Павло Єгорович Чехов; реж. С. Юткевич
- 1970: «У лазуровому степу» (новела «Червоточина») — Яків Олексійович, батько, літній козак
- 1970: «І був вечір, і був ранок...» — адмірал
- 1970: «Початок» —  П'єр Кошон (озвучує Юхим Копелян); реж. Г. Панфілов
- 1970: «Пригоди жовтої валізки» — дитячий лікар; реж. І. Фрез
- 1971: «Кар'єра Артуро Уї» (фільм-спектакль) — Артуро Уї
- 1972: «Іванів катер» — Гнат Григорович
- 1972: «Заячий заповідник» — Іван Опанасович, директор заповідника реж. М. Рашеєв, кіностудія ім. О. Довженка
- 1973: «Ринг» — Віталій Іванович Островідов, тренер; реж. В. Новак, Одеська кіностудія
- 1973: «Таланти і шанувальники» — Мартин Прокопович Нароков; реж. І. Анненський
- 1974: «Виконання бажань» — Сергій Іванович Бауер, професор, філолог; реж. С. Дружиніна
- 1974: «Останній день зими» — Коротких
- 1974: «Північний варіант» — Антон Васильович Шинкарьов
- 1976: «Недільна ніч» — Веренич
- 1976: «Відпустка, яка не відбулася» — Михайло Іванович, професор-хірург
- 1976: «Театр невідомого актора» — Богодух-Мирський, трагік; реж. М. Рашеєв, кіностудія ім. О. Довженка
- 1976: «Маринка, Янка і таємниці королівського замку» — король Дурімонт і король Обалдін
- 1977: «Фантазії Веснухіна» — Микола Божок, лоунр; реж. В. Харченко, Одеська кіностудія
- 1977: «Є ідея!» — Іван Петрович Кулібін
- 1977: «Особисте щастя» — Аркадій Матвійович Радун; реж. Л. Пчолкін
- 1977: «Блокада» — Іван Максимович Корольов; реж. М. Єршов
- 1977: «Перші радощі» — Мєшков
- 1978: «Кентаври» — генерал Пін; реж. В. Жалакявічус
- 1978: «Комісія з розслідування» — Долинін, академік; реж. В. Бортко
- 1978: «Терміновий виклик» — Терентій Петрович Жуков, старий сільський лікар
- 1979: «Допит» — співкамерник Абієва
- 1979: «Незвичайне літо» — Мєшков
- 1979: «Час вибрав нас» — Мефодій Кузьмич
- 1980: «Життя прекрасне» — Ростао, начальник в'язниці; реж. Г. Чухрай
- 1980: «Ескадрон гусар летючих» — Кутузов; реж. С. Ростоцький, М. Хубов
- 1980: «Ліричний марш» — Шпалов
- 1980: «Синдикат-2» — Борис Савінков; реж. М. Орлов
- 1981: «На Гранатових островах» — Астахов, російський емігрант; реж. Т. Лисиціан
- 1981: «Нічний блокнот» — власник меблів
- 1983: «Ранній, ранній ранок...» — шарманщик
- 1983: «Я готовий прийняти виклик» — справник
- 1984: «Прелюдія долі» — Олександр Коробейченко; реж. С. Лисецький, кіностудія ім. О. Довженка)
- 1985: «Прощання слов'янки» — Семен Протасович, другий чоловік Анни Іванівни
- 1986: «Дядя Ваня. Сцени з сільського життя» (фільм-спектакль) — Олександр Володимирович Серебряков, відставний професор
- 1987: «Чехарда» — Віктор Макарович Караваєв; кіностудія ім. О. Довженка
- 1987: «Петроградські Гавроші» — Котофей
- 1989: «Історія коня» (фільм-спектакль) — Холстомер
- 1989: «Енергійні люди» (фільм-спектакль) — Аристарх Петрович Кузькін
- 1992: «Квиток в червоний театр, або Смерть трунокопача» — Семен Семенович Брязгунов
- 1992: «Крамниця „Рубінчик і…“» — Ісаак Рубинчик; реж. Ю. Садомський, Україна
- 1992: «Сам я — Вятський уродженець» — Леонтій Діляров
- 1993: «Сніданок з видом на Ельбрус» — епізод
- 1993: «Сікімоку» — Ксенія Іванівна Некрасова, стара
- 1993: «Танго на Двірцевій площі» — сусід
- 1994: «На кого Бог пошле» — батько Хлюздіна

Озвучування:
- 1966: «Сходи в небо» — Пятрас Індрюнас; Вацловаса Бледіса
- 1977: «Обмін» — доктор Ігнас Діджюліс; роль Леоніда Оболенського
- 1980: «Дідусь Мазай і зайці» — (мультфільм, читає текст)